# Côte dijonnaise
La Côte dijonnaise est la partie nord de la côte d'Or située entre Nuits-Saint-Georges et Dijon. Ayant comme point culminant le mont Afrique, elle est entaillée de nombreuses combes et recouverte par un tissu forestier très diversifié ainsi que par des landes calcicoles. 
Dominant la plaine de la Saône, le front de cette côte est bordé en son pied par le vignoble de la côte de Nuits.
Du nord au sud, la côte dijonnaise s'étend sur les communes suivantes : Chenôve, Marsannay-la-Côte, Couchey, Fixin,  Brochon, Gevrey-Chambertin, Chambœuf, Morey-Saint-Denis, Chambolle-Musigny, Vosne-Romanée, Curley, Nuits-Saint-Georges, Flagey-Echézeaux.

## Protection
Le site est une zone naturelle protégée classée Zone naturelle d'intérêt écologique, faunistique et floristique de type I, sous le numéro régional n°00020101.
La Côte dijonnaise fait partie du site Natura 2000 de l'Arrière côte de Dijon et de Beaune et bénéficie d'un statut de zone de protection spéciale reconnue au niveau Européen.
La section comprise entre la Combe Lavaux et la Combe de Brochon, a été classée en Réserve Naturelle Nationale sous le nom de réserve naturelle nationale de la Combe Lavaux-Jean Roland

## Espèces remarquables

### Oiseaux
Faucon pèlerin, Bruant ortolan

### Reptiles
Coronelle lisse

### Flore
13 espèces protégées se retrouvent sur ce territoire, entre autres: le liseron cantabrique, le daphné des Alpes